# Patricia Gibson
Pour les articles homonymes, voir Gibson.
Patricia Gibson (née le 12 mai 1968) est une femme politique du Parti national écossais (SNP). Elle est députée de North Ayrshire et Arran de 2015 à 2024.

## Biographie
Gibson est né et fait ses études à Glasgow. Elle obtient un BA (avec distinction) et une maîtrise (avec distinction) en anglais et en politique de l'Université de Glasgow. Elle enseigne l'anglais pendant plus de vingt ans,.
En 2007, elle est élue au conseil municipal de Glasgow comme conseillère pour le quartier Greater Pollock, jusqu'en 2012. Au conseil, elle est la porte-parole du SNP pour l'éducation au conseil municipal de Glasgow.
Lors de l'élection de 2010, Gibson se présente dans la circonscription de North Ayrshire & Arran, réalisant un gain de 2,3% du Parti travailliste au SNP, mais perd contre la sortante Katy Clark.
Aux élections de 2015, elle est élue députée de North Ayrshire & Arran, remportant une majorité de 13 573 voix.
Elle est réélue député de North Ayrshire & Arran aux élections de 2017, mais avec une majorité réduite de 3633 voix contre le candidat conservateur David Rocks. En juin 2017, elle est nommée porte-parole du SNP pour la consommation. Entre septembre 2017 et le 6 novembre 2019, Gibson est membre du Backbench Business Committee .
Gibson est de nouveau réélue député de North Ayrshire & Arran aux élections de 2019, avec une majorité accrue de 8521 voix. Depuis mars 2020, elle est membre du Backbench Business Committee .